# Silnice II. třídy

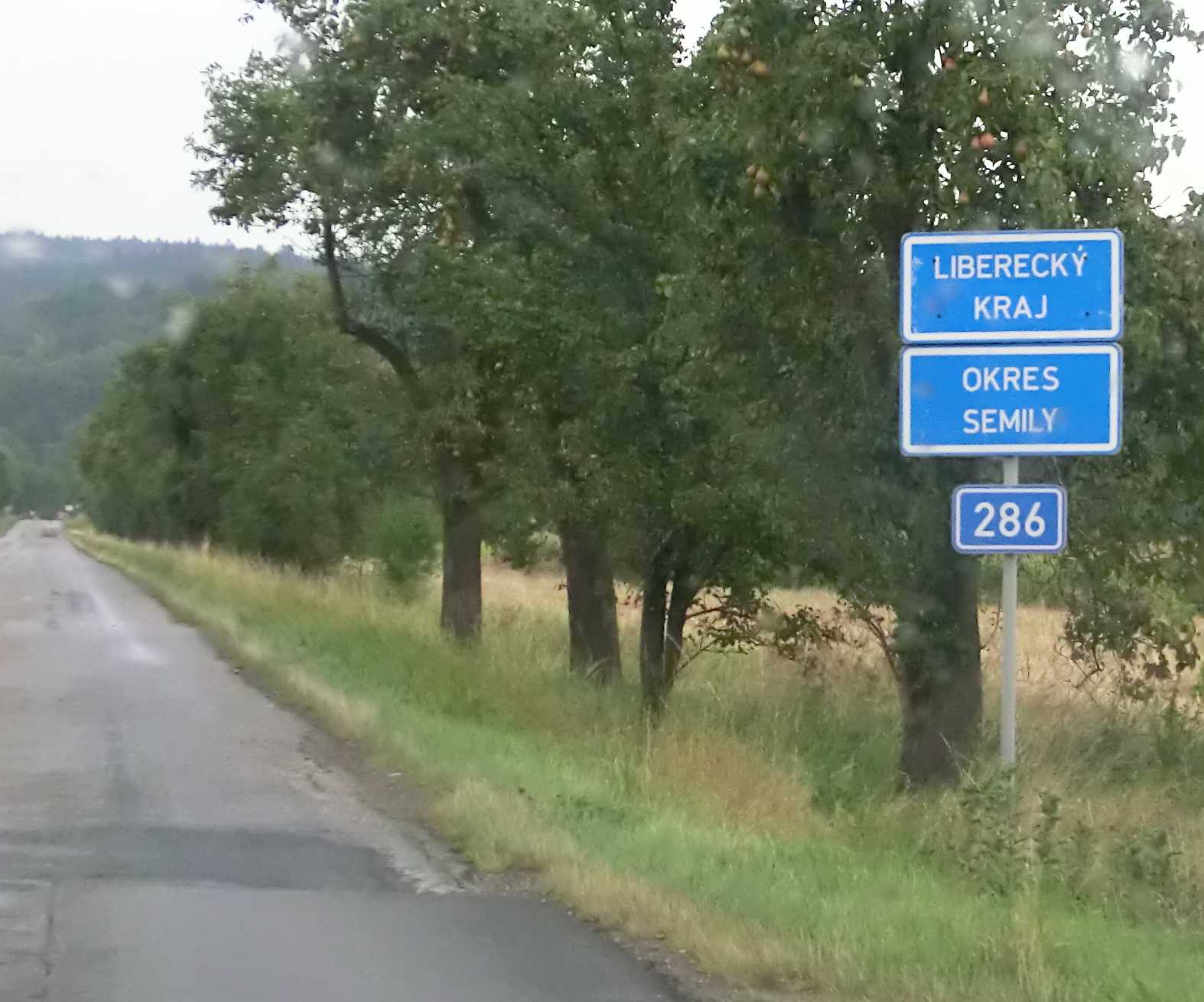
Silnice II/286 na hranici z Královéhradeckého do Libereckého kraje. Každý kraj vlastní úsek na svém území, proto se na hranici krajů mění provedení a kvalita povrchu.

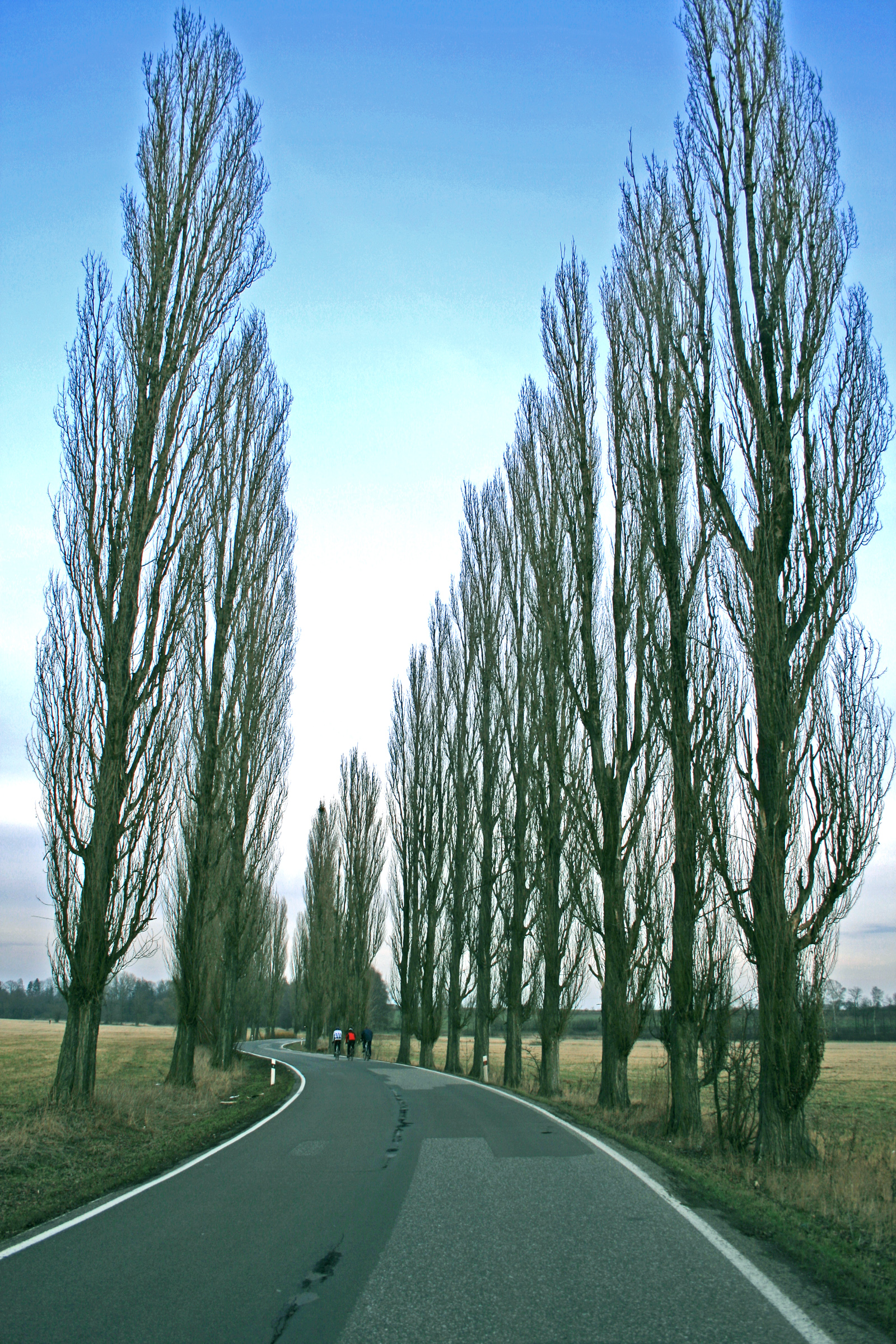
Silnice II/285 u Jaroměře

Silnice II. třídy byly v Československu zavedeny v roce 1950, tento systém třídění a číslování zůstal zachován v Česku i na Slovensku. V Česku jsou podle zákona o pozemních komunikacích (č. 13/1997 Sb., § 5) silnice II. třídy určeny pro dopravu mezi okresy. Silnice II. třídy stejně jako silnice III. třídy musí v České republice na základě zákona o pozemních komunikacích vlastnit kraj, na jehož území se silnice nachází.

## Historie
Správa silnic byla legislativně upravena v roce 1864 v Čechách, v roce 1877 na Moravě a v roce 1887 ve Slezsku. Za první republiky bylo na základě tzv. inkameračního programu mnoho okresních silnic převedeno do sítě státních silnic, čímž byla vyrovnána hustota státních silnic v jednotlivých regionech. Zákonem 147/1949 Sb. byly dosavadní zemské, okresní a vicinální silnice (a některé další veřejné silnice a cesty stanovené ministerstvem techniky) zestátněny bez náhrady. Tentýž zákon v § 3 stanovil, že se státní silnice dělí na tři třídy podle důležitosti, kterou mají pro dopravu, a zmocnil ministerstvo techniky, aby zařadilo státní silnice do jednotlivých tříd vyhláškou v Úředním listě, a to v dohodě s ministerstvy národní obrany a dopravy a po slyšení příslušných krajských a okresních národních výborů. V roce 1950 byla vydána vyhláška, která silnice roztřídila do tří tříd a očíslovala, přičemž za základ vzala číslování silnic I. třídy z roku 1946. Zákonem č. 132/2000 Sb., jímž byl novelizován zákon č. 13/1997 Sb., o pozemních komunikacích, v souvislosti se zřízením samosprávných krajů přešly silnice II. a III. třídy ke dni 1. října 2001 z vlastnictví státu do vlastnictví krajů.

## Číslování a mapování
Označují se trojmístným číslem, tedy číslem od 101 do 999. Ve správních dokumentech a jiných textech se obvykle před číslo silnice přidává ještě římské číslo II oddělené lomítkem.
Číslo silnice představuje obvykle ucelenou trasu, mnohdy sestavenou z úseků s různou stavební historií a různého stavebního provedení. Extrémním a zvláštním případem je silnice II/101, což je aglomerační okruh kolem širšího okolí hlavního města Prahy.

### Systém číslování
Systém číslování není zákonem ani prováděcí obecně závaznou vyhláškou stanoven. Základní číslování je nezávislé na číslování silnic I. třídy a probíhá tímto směrem: Praha – Čechy jižně od Prahy – západně od Prahy – severně od Prahy – východně od Prahy – Vysočina – jihozápadní Morava – jižní Morava – střední Morava – Slezsko – (jiho)východní Morava (řada plynule pokračuje na západním Slovensku). Takto jsou dána čísla až po 498 (někdejší 499 byla přečíslována na 71). Čísla počínající pětkou (5xx) jsou použita rozptýleně na různé spojovací a doplňkové úseky; řada je nespojitá vlivem dřívější jednoty se Slovenskem, kde byla (a dosud je) většina jejích čísel použita pro „běžné“ silnice II. třídy. Řada 6xx je pak systematicky používána pro označování bývalých silnic I. třídy (předřazením 6(0)- před původní číslo), zpravidla degradovaných na II. třídu po nahrazení dálnicí nebo jinou novou silnicí, výjimečně i bez náhrady (II/639, II/644). Neplatí to výhradně; některé degradované silnice mají i jiné očíslování (část bývalé I/2 je II/425, část bývalé I/47 je II/430).
Po přečíslování v roce 1997, kdy bylo několik silnic I. třídy převedeno (bez náhrady) do kategorie II. třídy (a naopak), dostaly tyto nové silnice II. třídy čísla buď jako prodloužení navazující stávající silnice II. třídy nebo použitím blízkého čísla, které bylo uvolněno přečíslováním jiné silnice. Tak například degradované úseky silnice I/18 mají číslo II/150, které bylo uvolněno povýšením původní II/150 na I/24.
Silnice III. třídy mají čtyřciferná nebo pěticiferná čísla, v nichž prvním trojčíslím je číslo některé silnice I. nebo II. třídy, v jejíž blízkosti se tato silnice nachází.
V některých případech se za číslem silnice uvádí ještě písmenný index. U silnic I. nebo II. třídy index „A“ až „G“ nebo „N“ se používá k označení ramene směrově dělené silnice tam, kde část komunikace pro druhý směr není rovnoběžná s částí komunikace pro první směr, a index „H“ až „Z“ kromě „N“ se používá k označení tahů na předběžně vložených částech silničních tahů, tj. tahů evidovaných v datové základně silniční sítě ještě před rozhodnutím ministerstva dopravy o změně v silniční síti, a předběžně zrušených tahů. U silnic I. a II. třídy se větev či rameno s indexem považuje za součást silnice s daným číslem bez indexu. Na dopravním značení se tento písmenný index nevyznačuje.
Číslování odvozené z čísel silnic je v Praze použito též pro místní komunikace dočasně plnící funkci silnice.

### Specifika
Čísla silnic I. a II. třídy se (na rozdíl od čísel silnic III. třídy, až na výjimky) uvádějí na svislém dopravním značení, a to bílým číslem v modrém poli buď na samostatné tabulce (za křižovatkou), nebo v rámci ukazatele směru (před křižovatkou). Kromě toho se čísla silnic používají v evidenci, ve správních rozhodnutích týkajících se dotyčných silnic a podobně. Číslo silnice je též součástí čísel, jimiž jsou označeny některé objekty na komunikaci (mosty, tunely ap.). Na silnicích II. třídy se však na rozdíl od silnic I. třídy neumisťují kilometrovníky.
Čísla silnic II. třídy se vyznačují také v podrobnějších (auto)mapách a autoatlasech.
OpenStreetMap zapracoval trasy všech silnic v České republice do února 2009. Zatímco silnice I. a II. třídy importoval odjinud, silnice III. třídy zpracoval úsilím vlastních uživatelů.
Silnice I. třídy mají mít šířku koruny vozovky 9,5–24,5 metru a návrhovou rychlost v rozsahu 70–100 km/h, silnice II. třídy šířku koruny vozovky 7,5–9,5 m a návrhovou rychlost 50–80 km/h, silnice III. třídy šířku koruny vozovky 4–7,5 m a návrhovou rychlost 30–70 km/h.

## Silniční síť
K 1. lednu 2013 bylo v České republice evidováno 14 542,9 km silnic II. třídy (k 1. lednu 2005 to bylo 14 669 km).
Délka silnic II. třídy k 1. lednu 2013 podle krajů:
- hlavní město Praha: 29,9 km (jedná se o místní komunikace plnící funkci silnic II. třídy)
- Středočeský kraj: 2377,6 km
- Jihočeský kraj: 1633,4 km
- Plzeňský kraj: 1502,0 km
- Karlovarský kraj: 459,4 km
- Ústecký kraj: 898,2 km
- Liberecký kraj: 486,9 km
- Královéhradecký kraj: 893,2 km
- Pardubický kraj: 912,3 km
- Kraj Vysočina: 1627,5 km
- Jihomoravský kraj: 1468,2 km
- Olomoucký kraj: 923,5 km
- Zlínský kraj: 512,0 km
- Moravskoslezský kraj: 818,5 km

Na českých silnicích II. třídy se k 1. lednu 2013 nacházelo 4516 mostů, 561 podjezdů a 670 železničních přejezdů.

## Právní úprava
Silniční ochranné pásmo k ochraně silnice II. třídy a provozu na ní mimo souvisle zastavěné území obcí tvoří prostor ohraničený svislými plochami vedenými do výšky 50 m ve vzdálenosti 15 m od osy vozovky nebo od osy přilehlého jízdního pásu – což je shodné vymezení jako u silnic III. třídy a místních komunikací II. třídy.
Působnost silničních správních úřadů je pro silnice II. třídy stanovena shodně jako pro silnice III. třídy. Krajský úřad rozhoduje o zařazení silnice do třídy, se souhlasem ministerstev dopravy a obrany rozhoduje o zrušení silnice II. nebo III. třídy, rozhoduje o zvláštním užívání těchto silnic nadměrnými vozidly apod. v rámci kraje a uplatňuje své stanovisko v územně plánovací dokumentaci a v územním řízení ohledně těchto silnic. Obecní úřad obce s rozšířenou působností vykonává působnost speciálního stavebního úřadu ve věcech silnic II. a III. třídy a projednává správní delikty ve věcech silnic.
Běžná prohlídka, kterou se zjišťuje především správná funkce dopravního značení, bezpečnostního zařízení a závady ve sjízdnosti (schůdnosti), se na silnicích II. třídy má provádět dvakrát měsíčně (na silnicích III. třídy jednou měsíčně, na silnicích I. třídy dvakrát týdně). Pro účely zimní údržby jsou dopravně významné silnice II. třídy zařazeny do I. pořadí (ošetření do 3 hodin od výjezdu sypačů) a ostatní silnice II. třídy do II. pořadí (ošetření do 6 hodin). Jarní čištění musí na silnicích II. a III. třídy proběhnout nejpozději do 31. května, podzimní čištění (zaměřené na průchodnost odvodnění vzhledem ke spadanému listí) do 30. listopadu.
V noci (od 23 do 4 hodin) je na silnicích I. i II. třídy zakázána jízda s potahovými vozidly a s ručními vozidly širšími než 600 mm. Od soumraku do svítání je zakázáno používat silnice I. a II. třídy k jízdě na zvířeti a k vedení nebo hnaní zvířat.